# Joey Tenute
Joseph „Joey“ Tenute (* 2. April 1983 in Hamilton, Ontario) ist ein ehemaliger kanadischer Eishockeyspieler, der im Verlauf seiner aktiven Karriere zwischen 2000 und 2017 unter anderem 282 Spiele in der American Hockey League (AHL) auf der Position des Centers bestritten hat und mit den Hershey Bears im Jahr 2006 den Calder Cup gewann. Zudem spielte Tenute in der finnischen SM-liiga, Svenska Hockeyligan (SHL) und Deutschen Eishockey Liga (DEL).

## Karriere
Tenute verbrachte seine Juniorenzeit in der Ontario Hockey League (OHL), wo er zwischen 2000 und 2004 für die Barrie Colts und Sarnia Sting aktiv war. Während dieser Zeit wurde der Stürmer im NHL Entry Draft 2003 von den New Jersey Devils aus der National Hockey League (NHL) ausgewählt, erhielt dort jedoch keinen Vertrag. Nachdem er seine erste Profisaison im Spieljahr 2004/05 bei den South Carolina Stingrays in der ECHL verbracht hatte, erhielt er im Sommer 2005 als Free Agent einen Vertrag in der Organisation der Washington Capitals. Dort kam er hauptsächlich im Farmteam bei den Hershey Bears aus der American Hockey League (AHL) zum Einsatz. In der Saison 2005/06 konnte der Kanadier mit Hershey den Calder Cup gewinnen. Während der Spielzeit bestritt er zudem sein einziges NHL-Spiel im Trikot der Washington Capitals. Nach einer weiteren Saison bei den Bears bestritt Tenute die Spielzeit 2007/08 bei den San Antonio Rampage in der AHL.
Zur Saison 2008/09 wechselte Tenute in die finnische SM-liiga zu Jokerit Helsinki, wo er von seinem früheren Capitals-Coach Glen Hanlon trainiert wurde. Im Juni 2009 unterschrieb der Mittelstürmer einen Einjahresvertrag bei den Frankfurt Lions in der Deutschen Eishockey Liga (DEL), bevor er im Vorfeld der Saison 2010/11 innerhalb der Liga zu den Hamburg Freezers wechselte. In Hamburg absolvierte der Linksschütze aufgrund einer langwierigen Schulterverletzungen lediglich 15 Partien und erhielt im Anschluss an die Saison keinen neuen Vertrag. Daraufhin kehrte er im Sommer 2011 nach Finnland zurück und stand zu Beginn der Spielzeit 2011/12 für Tappara Tampere auf dem Eis, ehe er sich im November 2011 dem EC KAC in der österreichischen Erste Bank Eishockey Liga (EBEL) anschloss.
Im Januar 2013 wurde Tenute von den Hamilton Bulldogs aus der American Hockey League verpflichtet und war dort bis zum Ende der Saison 2012/13 beschäftigt. Anschließend kehrte er zur Spielzeit 2013/14 nach Europa zurück und heuerte beim schwedischen Zweitligisten Malmö Redhawks an. Dort erzielte der Kanadier in seinem ersten Jahr sowohl die meisten Scorerpunkte als auch Torvorlagen innerhalb der Liga, sodass er im Februar 2014 eine zweijährige Vertragsverlängerung erhielt. Im Frühjahr 2015 gelang mit den Redhawks der Aufstieg in die Svenska Hockeyligan (SHL), wo der Kanadier seine letzte Saison in Schweden absolvierte. Nach einer weiteren Saison bei Storhamar Hockey in der norwegischen GET-ligaen beendete Tenute im Sommer 2017 im Alter von 34 Jahren seine aktive Karriere.

## Erfolge und Auszeichnungen
| - 2005 Teilnahme am ECHL All-Star Game - 2005 ECHL-Rookie des Monats März - 2005 ECHL Rookie of the Year - 2005 ECHL Second All-Star Team - 2005 ECHL All-Rookie Team | - 2006 Calder-Cup-Gewinn mit den Hershey Bears - 2008 Teilnahme am AHL All-Star Classic - 2014 Topscorer der Allsvenskan - 2015 Aufstieg in die Svenska Hockeyligan mit den Malmö Redhawks |

## Karrierestatistik
(Legende zur Spielerstatistik: Sp oder GP = absolvierte Spiele; T oder G = erzielte Tore; V oder A = erzielte Assists; Pkt oder Pts = erzielte Scorerpunkte; SM oder PIM = erhaltene Strafminuten; +/− = Plus/Minus-Bilanz; PP = erzielte Überzahltore; SH = erzielte Unterzahltore; GW = erzielte Siegtore; 1 Play-downs/Relegation; Kursiv: Statistik nicht vollständig)